# John Wick: Chapter 3 - Parabellum
John Wick: Chapter 3 - Parabellum (titulada: John Wick: Capítulo 3 - Parabellum en España y John Wick 3: Parabellum en Hispanoamérica) es una película de suspense de acción, suspense y neo-noir estadounidense de 2019 protagonizada por Keanu Reeves como el personaje epónimo. Es la tercera entrega de la serie de películas de "John Wick", después de "'John Wick" (2014) y "John Wick: Chapter 2" (2017). La película está dirigida por Chad Stahelski y escrita por Derek Kolstad, Shay Hatten, Chris Collins y Marc Abrams, basada en una historia de Kolstad. También está protagonizada por Halle Berry, Laurence Fishburne, Mark Dacascos, Asia Kate Dillon, Lance Reddick, Anjelica Huston e Ian McShane. En la película, que comienza minutos después del final de la película anterior, el ex sicario John Wick se encuentra huyendo de legiones de asesinos después de que se le imponga una recompensa de $14 millones de dólares debido a sus acciones recientes.
La tercera entrega se anunció en junio de 2017. Gran parte del elenco y el equipo que regresaron se confirmó en febrero de 2018, y los nuevos miembros se unieron en mayo. La filmación comenzó ese mes y duró hasta noviembre, y tuvo lugar en la ciudad de Nueva York, Montreal y Marruecos. 
"John Wick: Chapter 3 - Parabellum" fue lanzada teatralmente en los Estados Unidos el 17 de mayo de 2019 por Summit Entertainment. Recaudó $321 millones en todo el mundo, convirtiéndose en la película más taquillera de la franquicia en solo 10 días, y recibió críticas positivas de los críticos, con elogios por las secuencias de acción, el estilo visual y el rendimiento de Reeves. Una secuela, titulada "John Wick: Chapter 4", se estrenó el 24 de marzo de 2023.

## Argumento
Después de los eventos de John Wick: Chapter 2, John se abre camino por Manhattan antes de que lo etiqueten como "excomulgado" por el asesinato no autorizado del señor del crimen de la Alta Mesa, Santino D'Antonio. En la Biblioteca Pública de Nueva York, John recupera un medallón marcador y un rosario. Resulta herido en una pelea con otro asesino a sueldo, Ernest, y solicita tratamiento médico a un doctor de los bajos fondos. Su estatus de "excomulgado" se activa antes de que el médico pueda terminar, lo que obliga a John a suturar él mismo. Al salir, es perseguido rápidamente por varias bandas de asesinos, a todos los cuales mata.
John se reúne con la Directora, el jefe del sindicato del crimen Ruska Roma, donde le presenta el rosario y le exige un salvoconducto a Casablanca. Como John fue uno de sus miembros, la Directora accede a regañadientes. Mientras tanto, una Adjudicadora de la Alta Mesa se reúne con Winston, gerente del Continental de Nueva York, y con Bowery King, y les notifica que ambos tienen siete días para dimitir de sus cargos por haber ayudado a John. La Adjudicadora recluta a Zero, un asesino japonés, y le ordena que apuñale a la Directora en ambas manos como penitencia por haber ayudado a John. En Casablanca, John se encuentra con Sofía, su antigua amiga y gerente del Continental marroquí.
John le presenta el medallón, que obliga a Sofía a devolver una deuda de John por haber escondido a la hija de Sofía. John exige ser dirigido al Anciano, la única persona por encima de la Alta Mesa. A regañadientes, Sofía lleva a John ante Berrada, su antiguo jefe, quien le dice que puede encontrar al Anciano vagando por el desierto hasta que ya no pueda caminar. Cuando Sofía se niega a darle a Berrada uno de sus malinois belgas adiestrados, éste dispara al perro pero le da en el chaleco antibalas. John impide que Sofía mate a Berrada. Luchan por salir de la kasbah y se adentran en el desierto, donde ella deja a John. Siete días más tarde, la Adjudicadora y Zero se enfrentan al Rey Berrada, que se niega a abdicar de su cargo. En respuesta, los estudiantes de Zero masacran a sus hombres mientras que Bowery King es acuchillado siete veces con un wakizashi. Mientras tanto, John se desploma en el desierto y es llevado ante El Anciano. John declara que quiere vivir para mantener el recuerdo del amor que una vez tuvo con su difunta esposa. El Anciano accede a perdonar a John si mata a Winston y permanece sumiso a la Alta Mesa durante el resto de su vida. Para demostrar su lealtad, John se corta el dedo anular y entrega su anillo de boda al Anciano.
John regresa a Nueva York y es atacado por Zero y sus alumnos antes de llegar a la protección del Continental. Llega la Adjudicadora, pero Winston se niega a abdicar y John se niega a matarlo, lo que lleva a la Adjudicadora a revocar el estatus neutral del Continental y a enviar tanto a Zero como a un ejército de ejecutores de la Alta Mesa fuertemente armados para matar a John y Winston. Winston proporciona armas a John y la ayuda del conserje Charon y su personal. Después de matar a todos los ejecutores, John es emboscado por Zero y sus estudiantes; John procede a matar a todos menos a dos. Zero lucha contra John, pero finalmente es derrotado y abandonado a su suerte. En la azotea del Continental, la Adjudicadora acepta parlamentar con Winston, que le ofrece lealtad a la Alta Mesa.
John llega, Winston le dispara y John cae a la calle. Winston vuelve a ocupar su puesto y John, gravemente herido, es entregado en secreto a Bowery King en un búnker subterráneo; ambos acuerdan unir sus fuerzas contra la Alta Mesa.

## Reparto
- Keanu Reeves como John Wick, un asesino a la fuga por tener una recompensa de $14 millones sobre su cabeza. Se propone localizar al Anciano, el único hombre por encima de la Alta Mesa, que tiene el poder de renunciar a la generosidad y el estado de excomunión de John.
- Ian McShane como Winston Scott, el gerente del Hotel Continental en Nueva York.
- Halle Berry como Sofía al-Azwar, una exasesina, examiga de John y gerente del Hotel Continental en Casablanca. Ella ayuda a John después de que él le presente un marcador, lo que la obliga a devolverle el favor de salvar a su hija años atrás.
- Laurence Fishburne como el Rey del Bowery, un señor del crimen subterráneo. Por orden del Adjudicador, Zero lo hiere por ayudar a John Wick en forma de siete cortes en el cuerpo con una espada.
- Mark Dacascos como Zero, un asesino japonés reclutado por la magistrada. Admira la reputación de John como asesino, y se imagina a sí mismo similar a John en términos de estrategia de combate y destreza.
- Asia Kate Dillon como la Adjudicadora de la Alta Mesa. La magistrada se esfuerza por resolver la situación de John Wick, incluida la remoción de Winston como gerente del Hotel Continental, y luego la descontaminación del hotel.
- Lance Reddick como Charon, el conserje del Hotel Continental en Nueva York. Cuida al perro de John durante gran parte de la película y luego lo ayuda a luchar contra los ejecutores enviados por la Alta Mesa.
- Anjelica Huston como la Directora, miembro destacado de la sociedad Ruska Roma a la que perteneció John Wick.
- Saïd Taghmaoui como el Anciano, el único hombre por encima de la Alta Mesa.
- Jerome Flynn como Berrada, el maestro de monedas y marcadores de los asesinos y un miembro de la Alta Mesa.
- Jason Mantzoukas como el Hombre Tick Tock.
- Robin Lord Taylor como el Administrador.
- Yayan Ruhian como Shinobi #1.
- Cecep Arif Rahman como Shinobi #2.
- Boban Marjanović como Ernest, un asesino.
- Randall Duk Kim como el Doctor. Duk Kim repite su papel de la primera película.

Además, Riccardo Scamarcio tiene un cameo como el cadáver de Santino d'Antonio, Tobias Segal vuelve como Earl, y Roger Yuan, Arjon Bashiri, Tiger Chen, Vladimir y Vlado Mihailov, Danish Bhatt y Candace M. Smith aparecen como asesinos.

## Producción
En octubre de 2016, Chad Stahelski, quien hizo su debut como director con John Wick y se desempeñó como doble de acrobacias de Reeves en Matrix, declaró que una tercera película de la serie John Wick estaba en proceso, y en junio de 2017 se informó que Derek Kolstad, quien escribió las dos películas anteriores, volvería a escribir el guion. En enero de 2018, se informó que Stahelski volvería a dirigir.
Según Reeves, el título de la película fue tomado de la famosa cita militar romana del siglo IV "Si vis pacem, para bellum", que significa: "Si quieres la paz, prepárate para la guerra". En una entrevista para The New York Times, McShane dijo que la película sería grande, buena, y que nada es lo mismo al tiempo que insinúa que parte de la acción podría ser la retribución de la Mesa Alta no solo para Wick sino también para su amigo cercano Winston.

### Selección del reparto
En enero de 2018, se informó que Hiroyuki Sanada estaba en conversaciones para unirse al elenco. Más tarde, se reveló que Ian McShane, Laurence Fishburne y Lance Reddick volverían a interpretar sus papeles de películas anteriores de John Wick. En mayo de 2018, Halle Berry, Anjelica Huston, Asia Kate Dillon, Mark Dacascos, Jason Mantzoukas, Yayan Ruhian, Cecep Arif Rahman y Tiger Chen se unieron al elenco. En noviembre de 2018, Said Taghmaoui confirmó su participación en la película.

### Rodaje
La fotografía principal comenzó el 5 de mayo de 2018 en la ciudad de Nueva York y Montreal, junto con los lugares de rodaje adicionales de Marruecos. Fotografía principal envuelta el 17 de noviembre de 2018. Al director de fotografía Dan Laustsen se le preguntó sobre lo difícil que era usar tantas escenas de pelea extendidas como fuera posible mientras filmaba el guion de alta acción. Él dijo: "Por supuesto que es [un desafío], porque todas las peleas, Chad [Stahelski] está haciendo la mayoría de las peleas él mismo. Jugamos todo lo que podemos. Porque así vemos que es él. Hacemos eso mucho, tratamos de jugar lo más amplio posible y hacer tiros largos. Por supuesto, porque Chad tiene experiencia en el mundo de las acrobacias, sabe exactamente cómo bloquear este tipo de cosas. No soy la mejor persona de acrobacias en el mundo, pero estoy aprendiendo". En una entrevista con Jimmy Fallon, Halle Berry dijo: "Me rompí tres costillas en el ensayo".
La escena de acción con un asesino a sueldo llamado Ernest, con el jugador de baloncesto de la NBA Boban Marjanović, se inspiró en la película de Bruce Lee Game of Death (1972), donde Lee pelea contra el jugador de baloncesto de la NBA Kareem Abdul-Jabbar. A diferencia de la mayoría de las otras escenas de acrobacias, Ernest tiene algunas líneas bromeando con John Wick, pero aún pierde.

### Efectos Visuales
Los efectos visuales son proporcionados por Method Studios, Image Engine y Soho VFX.

## Música
Tyler Bates y Joel J. Richard vuelven a poner música para la película. La banda sonora fue lanzada por Varese Sarabande Records. También se incluye la canción "Ninja Re Bang Bang" de la artista japonesa Kyary Pamyu Pamyu.

## Estreno
Parabellum se estrenó en Brooklyn, Nueva York, el 9 de mayo de 2019. La película fue estrenada en cines en los Estados Unidos el 17 de mayo de 2019 por Lionsgate's Summit Entertainment. La película se lanzó en HD digital el 23 de agosto de 2019 y se lanzó en DVD, Blu-ray y 4K Ultra HD el 10 de septiembre de 2019. La película de acción superó a Avengers: Endgame, la cual lideraba la taquilla desde hacía tres semanas consecutivas. John Wick 3 arrasó en su primer fin de semana en los cines en Estados Unidos y alcanzó 57.2 millones de dólares, mientras la película de Marvel Studios había recaudado 29.4 millones.

## Recepción

### Taquilla
John Wick: Capítulo 3 - Parabellum recaudó $171 millones en los Estados Unidos y Canadá, y $155.7 millones en otros territorios, para un total mundial de $326.7 millones. Deadline Hollywood calculó la ganancia neta de la película en $89 millones, al tener en cuenta todos los gastos e ingresos.
En los Estados Unidos y Canadá, Parabellum fue lanzado junto con A Dog's Journey y The Sun Is Also a Star e inicialmente se proyectó que recaudaría entre 30 y 40 millones de dólares de los 3.850 teatros en su primer fin de semana. La película ganó $5.9 millones de las previsualizaciones del jueves por la noche, más que el total de las previsualizaciones del jueves por la noche para las dos películas anteriores ($950,000 y $2.2 millones). Luego ganó $22.7 millones en su primer día (incluidas las previsualizaciones), aumentando su bruto proyectado a $56 millones. Debutó en $57 millones, convirtiéndose en la primera película en destronar a Avengers: Endgame en la cima de la taquilla. Fue la mejor apertura de la serie, y más que la primera película realizada durante toda su carrera teatral ($43 millones). En su segundo fin de semana, la película ganó $24.4 millones, terminando en segundo lugar detrás del recién llegado Aladdin. Luego ganó $11.1 millones en su tercer fin de semana y $6.4 millones en el cuarto.

### Crítica
En el agregador de reseñas Rotten Tomatoes, la película tiene una calificación de aprobación del 89%, con una calificación promedio de 7.4/10, basada en 352 reseñas. El consenso crítico del sitio web dice: «John Wick: Capítulo 3: Parabellum vuelve a cargar para otra ronda contundente de la acción brillante y coreografiada que exigen los fanáticos de la franquicia». En Metacritic, la película tiene una puntaje promedio ponderado de 73 de 100, basado en 50 críticos, que indica "revisiones generalmente favorables". Las audiencias encuestadas por CinemaScore le dieron a la película una calificación promedio de "A–" en una escala de A + a F, la misma que su predecesora, mientras que aquellos en PostTrak le dieron 4.5 de 5 estrellas y una "recomendación definitiva" del 75%. Rotten Tomatoes también la clasificó en el número 2 en su lista de "Las mejores películas de acción de 2019".
Peter Sobczynski de RogerEbert.com le dio a la película 4 de 4 estrellas, llamándola «una obra de cine pop tan feliz, aunque brutalmente, entretenida que salga sintiéndose aún más resentida con sus vecinos múltiples por no hacer un esfuerzo similar». Chris Nashawaty de Entertainment Weekly le dio a la película una calificación de "A-", y escribió que «como lo hacen las películas de acción gratuitas, violentamente coreografiadas, violentamente, es un gran arte». Wendy Ide de The Observer le dio a la película 4 de 5 estrellas, llamándola «una patada voladora para los sentidos» y escribiendo que «la espectacular tercera entrega de la franquicia de lucha de Keanu Reeves abruma con piezas opulentas de artes marciales».

## Secuela
El 20 de mayo de 2019, luego del exitoso debut de la tercera película, se anunció John Wick: Capítulo 4 y se le dio una fecha de lanzamiento para el 21 de mayo de 2021, que se planeó para ser lanzado junto con The Matrix 4 también protagonizada por Keanu Reeves. El 1 de mayo de 2020, la película se retrasó hasta el 27 de mayo de 2022 debido a la pandemia de COVID-19. En agosto de 2020, el CEO de Lionsgate, Jon Feltheimer, confirmó que también se estaba desarrollando una quinta película. Está previsto que se filme de forma consecutiva con la cuarta entrega. La producción de la cuarta entrega está programada para comenzar en la primavera de 2021, Ian McShane también regresará en el papel de Winston al confirmar el actor en enero de 2021 que el filme estaba en preproducción y listo para comenzar a rodarse en breve.
El 10 de noviembre salió el tráiler de John Wick: Chapter 4.